# Рождественско-Хавское сельское поселение
Рожде́ственско-Ха́вское се́льское поселе́ние — муниципальное образование в составе Новоусманского района Воронежской области.
Административный центр — село Рождественская Хава.

## География
- Общая площадь: 118,97 км²
- Нахождение: северо-восточная часть Новоусманского района
  - Граничит:
    - на севере — с Трудовским сельским поселением
    - на северо-востоке — с Верхнехавским районом
    - на юго-востоке — с Хлебенским сельским поселением
    - на юге — с Тимирязевским сельским поселением
    - на западе — с Хреновским сельским поселением
    - на северо-западе — с Орловским сельским поселением

По территории поселения проходит автомобильная дорога Р193 «Воронеж—Тамбов». По территории поселения протекают реки Хава (с севера на юг) и Правая Хава (с востока на запад). Самыми крупными водоёмами являются искусственные пруды, крупнейший из которых находится рядом с селом Плясово-Снежково на ручье Пыльцов Лог. Правый берег Хавы южнее административного центра покрыт лесом, остальная часть поселения занята в основном полями.

## История
Рождественско-Хавское сельское поселение (сельсовет) образовано в 1919 году постановлением ВЦИК и СНК РСФСР от 24 декабря 1917 года; с 1958 года — в составе Новоусманского района Воронежской области. Законом Воронежской области от 23.12.2004 г. № 90-ОЗ Рождественско-Хавский сельсовет наделён статусом сельского поселения.

## Население
| 2007  | 2008  | 2010  | 2012  | 2013  | 2014  | 2015  |
| ----- | ----- | ----- | ----- | ----- | ----- | ----- |
| 2551  | ↗2832 | ↗2837 | ↘2825 | ↘2820 | ↗2842 | ↗2859 |
| 2016  | 2017  | 2018  |       |       |       |       |
| ↘2800 | ↗2808 | ↗2844 |       |       |       |       |

## Состав сельского поселения
| № | Населённый пункт    | Тип населённого пункта       | Население |
| - | ------------------- | ---------------------------- | --------- |
| 1 | Никольское          | посёлок                      | ↘45       |
| 2 | Петропавловка       | посёлок                      | ↘131      |
| 3 | Плясово-Китаево     | посёлок                      | ↘1        |
| 4 | Плясово-Снежково    | посёлок                      | →12       |
| 5 | Рождественская Хава | село, административный центр | ↗2646     |

## Местное самоуправление
Глава сельского поселения — Чирков Евгений Викторович.

## Достопримечательности

Братская могила № 272

В сельском поселении находится 6 объектов культурного наследия — памятников региональной категории охраны. Все они поставлены на охрану постановлением администрации Воронежской области от 18.04.94 г № 510 «О мерах по сохранению историко-культурного наследия Воронежской области». В этот перечень входят:
- Здание волостного правления (начало XX века, Рождественская Хава)
- Училище ремесленное (5 зданий, 1905 год, Рождественская Хава)
- Кредитный дом (1905 год, Рождественская Хава)
- Школа земская (1912 год, Рождественская Хава)
- Братская могила № 201 (1942 год, Никольское)
- Братская могила № 272 (1942 год, Рождественская Хава)

Также на территории поселения находится 6 объектов археологического наследия — памятников региональной категории охраны. 4 поселения бронзового века (3 у села Рождественская Хава и 1 у села Казанская Хава) и 2 одиночных кургана.